# Бджілка (танцювальний колектив)
«Бджілка» — зразковий дитячий танцювальний колектив. Заснований 1989 р. при Тернопільській міській станції юних техніків. 2009 — 90 дітей. Лауреат чотирьох міжнародних і 14 всеукраїнських конкурсів. Керівник — Т. Лузан та її дочка Катерина.
Припинив свою діяльність у 2014 році